# Heinz Steinberger
Heinz Steinberger (* 14. Februar 1958 in Klagenfurt) ist ein ehemaliger österreichischer Eisschnellläufer.

## Werdegang
Steinberger wurde im Jahr 1977 österreichischer Juniorenmeister im Kleinen Vierkampf und errang zuvor bei den Olympischen Winterspielen 1976 in Innsbruck den 27. Platz über 500 m. Bei der Mehrkampfeuropameisterschaft 1983 in Den Haag und bei der Mehrkampfeuropameisterschaft 1985 in Eskilstuna kam er jeweils auf den 15. Platz im Großen Vierkampf. Bei seiner zweiten Teilnahme an Olympischen Winterspielen im Februar 1984 in Sarajevo belegte er den 20. Platz über 10.000 m und den 19. Rang über 5000 m. In der Saison 1985/86 startete er in Trondheim erstmals im Eisschnelllauf-Weltcup und erreichte mit dem zehnten Platz über 1500 m sein bestes Weltcupergebnis. Diese Platzierung wiederholte er beim Weltcup in Oslo über 5000 m und kam bei der Mehrkampfweltmeisterschaft 1986 in Inzell auf den 30. Platz im Großen Vierkampf. In der Saison 1989/90 wurde er österreichischer Meister über 10.000 m und startete in Klobenstein letztmals im Weltcup, wobei er über 1000 m den 36. Platz errang.

## Erfolge

### Olympische Spiele
- 1976 Innsbruck: 27. Platz 500 m
- 1984 Sarajevo: 19. Platz 10.000 m, 20. Platz 5000 m

### Mehrkampf-Weltmeisterschaften
- 1986 Inzell: 30. Platz Großer Vierkampf

### Mehrkampf-Europameisterschaften
- 1982 Oslo: 22. Platz Großer Vierkampf
- 1983 Den Haag: 15. Platz Großer Vierkampf
- 1984 Larvik: 25. Platz Großer Vierkampf
- 1985 Eskilstuna: 15. Platz Großer Vierkampf
- 1986 Oslo: 25. Platz Großer Vierkampf
- 1987 Trondheim: 28. Platz Großer Vierkampf

## Persönliche Bestzeiten
| Disziplin | Zeit         | Datum             | Ort       |
| --------- | ------------ | ----------------- | --------- |
| 500 m     | 40,60 s      | 28. Februar 1981  | Inzell    |
| 1000 m    | 1:19,86 min  | 1. Februar 1986   | Innsbruck |
| 1500 m    | 2:00,83 min  | 12. Januar 1985   | Davos     |
| 3000 m    | 4:11,85 min  | 12. Januar 1985   | Davos     |
| 5000 m    | 7:08,80 min  | 12. Januar 1985   | Davos     |
| 10.000 m  | 14:57,19 min | 21. Dezember 1985 | Innsbruck |